# Stará radnice (Kostelec nad Orlicí)
Stará radnice je nárožní, původně renesanční, později barokně a poté klasicistně přestavěná budova na Palackého náměstí v Kostelci nad Orlicí.

## Historie
Stará radnice byla zřízena z renesančního měšťanského domu z roku 1574. V 17. století byla budova barokně přestavěna, věž pochází z roku 1694. Stávající klasicistní úprava objektu proběhla v letech 1810–24.
Budova sloužila také jako muzeum, v současné době (2020) v ní sídlí základní umělecká škola.

## Architektura
Jednopatrová budova má půdorys písmene L a je uzavřena sedlovou střechou. Reprezentativní průčelí do náměstí a Tyršovy ulice jsou členěna lisénami, okna přízemí a patra pak mají vždy společnou šambránu. Uprostřed jižní fasády je v přízemí široký kamenný portál, nad ním je v patře balkón s litinovým zábradlím, nad sdruženým oknem v patře pak trojúhelníkový tympanon s reliéfní kartuší s erbem s motivem dvouocasého lva s korunkou. Nejnápadnějším prvkem budovy je hranolová hodinová věž s valbovou střechou, s lucernou s vysokým kuželem a makovicí.
Na budově je rovněž umístěna pamětní deska s bustou barokního hudebního skladatele Františka Ignáce Antonína Tůmy.